# Championnat d'Irlande de football 1981-1982
Navigation
Édition précédente Édition suivante
Le Championnat d'Irlande de football en 1981-1982. Dundalk FC remporte le championnat pour la cinquième fois.

## Les 16 clubs participants
- Athlone Town
- Bohemians FC
- Cork United
- Drogheda United
- Dundalk FC
- Finn Harps
- Galway United
- Home Farm FC
- Limerick FC
- St. Patrick's Athletic FC
- Shamrock Rovers
- Shelbourne FC
- Sligo Rovers
- Thurles Town
- UC Dublin
- Waterford United

## Classement
| Place | Club                      | Points | Victoires | Nuls | Défaites | Buts pour | Buts contre | Différence |
| ----- | ------------------------- | ------ | --------- | ---- | -------- | --------- | ----------- | ---------- |
| 1er   | Dundalk FC                | 80     | 20        | 6    | 4        | 61        | 24          | +37        |
| 2e    | Shamrock Rovers           | 76     | 21        | 3    | 6        | 50        | 23          | +27        |
| 3e    | Bohemian FC               | 72     | 17        | 9    | 4        | 50        | 18          | +32        |
| 4e    | Athlone Town              | 67     | 18        | 3    | 9        | 70        | 42          | +28        |
| 5e    | Sligo Rovers              | 62     | 16        | 5    | 9        | 55        | 45          | +10        |
| 6e    | Limerick FC               | 58     | 13        | 9    | 8        | 56        | 34          | +22        |
| 7e    | St. Patrick's Athletic FC | 56     | 14        | 6    | 10       | 49        | 39          | +10        |
| 8e    | Waterford United          | 47     | 12        | 4    | 14       | 39        | 46          | -7         |
| 9e    | Shelbourne FC             | 45     | 10        | 7    | 13       | 44        | 46          | -2         |
| 10e   | Cork United               | 42     | 10        | 6    | 14       | 41        | 50          | -9         |
| 11e   | Drogheda United           | 41     | 8         | 10   | 12       | 45        | 50          | -5         |
| 12e   | Home Farm FC              | 40     | 8         | 7    | 15       | 34        | 48          | -14        |
| 13e   | UC Dublin                 | 37     | 7         | 10   | 13       | 30        | 41          | -11        |
| 14e   | Finn Harps                | 31     | 7         | 4    | 19       | 42        | 61          | -19        |
| 15e   | Galway United             | 29     | 5         | 8    | 17       | 30        | 62          | -32        |
| 16e   | Thurles Town FC           | 18     | 3         | 5    | 22       | 29        | 96          | -67        |

## Source
- (en) Alex Graham, Football in the Republic of Ireland : a Statistical Record 1921–2005, Soccer Books Ltd, novembre 2005, 142 p. (ISBN 978-1862231351).